# Kanton Florensac
Kanton Florensac (francouzsky Canton de Florensac) je francouzský kanton v departementu Hérault v regionu Languedoc-Roussillon. Tvoří ho čtyři obce.

## Obce kantonu
- Castelnau-de-Guers
- Florensac
- Pinet
- Pomérols